# Никодим Воронич
Никодим Казимир Воронич (пол. Nikodem Kazimierz Woronicz; д/н — 1761) — державний діяч Речі Посполитої.

## Життєпис
Походив з українсько-польського шляхетського роду Воронич гербу Павча. Син Яна Самуеля Воронича, київського стольника, і Зузанни Дунін-Карвіцької. 1718 року стає Овруцьких підчашим. У 1719/1720 роках був депутат сейму від Київського воєводства. 1723 року стає київським ґродським суддею. 1730 року призначено Київським підвоєводою. Водночас отримує посаду овруцького хорунжого.
1733 року обирається від Київського воєводства на конвокаційний сейм. Він входив до генеральної конфедерації, створеної 27 квітня 1733 року на тому сеймі. Підтримав кандидатуру Станіслава Лещинського, якого було оголошено королем. 1734 року вступив до Дзіковської конфедерації, де став маршалком. Після поразки Станіслава Лещинського на деякий час емігрував, але невдовзі замирився з королем Августом III. 1736 року завдав важкої поразки гайдамакам на Київщині. Отримав звання полковника коронного.
1744 року стає київським хорунжим, а 1748 року — київським підкоморієм та каштеляном. 1746 року обирається на сейм від Подільського воєводства. 1750 року отримав орден Білого Орла. Згодом стає остерським старостою. У 1751 році заснував католицький парафіяльний костел Святого Казимира у Троянові, 1752 році костел святого Іллі, 1755 року обладнав костел в Чернелівці. 1754 року очолив групу з 15 комісарів, яка склала тариф подимного податку Київського воєводства. Помер у 1761 році.

## Родина
1. Дружина Йоанна Потоцька. У шлюбі дітей не було.
2. Дружина — Ядвіга Яблоновська.